# Bazaar
Bazaar (ранее известная как Bazaar-NG, имя утилиты командной строки bzr) — распределённая система управления версиями, разработка которой спонсировалась фирмой Canonical. Система Bazaar разработана с целью облегчить работу над развитием свободных и открытых проектов для всех желающих.
Команда разработчиков фокусируется на том, чтобы сделать систему лёгкой в использовании, но при этом точной в деталях и очень гибкой, подстраиваемой под конкретные нужды пользователей. Также большое внимание уделяется вопросам работы со множеством веток и их последующим объединением. Bazaar может использоваться как одним разработчиком для работы над множеством локальных веток, так и группой разработчиков, совместно работающих в сети.
Система контроля версий Bazaar написана на языке программирования Python. Существуют установочные пакеты для основных дистрибутивов Linux, инсталляторы для Mac OS X и MS Windows. Bazaar — это свободное программное обеспечение, в настоящее время является частью проекта GNU.
В 2017 году разработчиками было создано ответвление под именем Breezy с целью перенести код с Python 2 на Python 3, удалить старую логику совместимости с целью улучшить кодовую базу, а также устранить необходимость лицензионного соглашения с Canonical.

## Возможности
Команды Bazaar очень похожи на команды, используемые в CVS или SVN. Для создания и поддержки нового проекта без использования специального сервера с репозиторием пользователю достаточно запустить команду bzr init в том каталоге, который нужно поместить под контроль версий.
В отличие от чисто распределённых систем контроля версий, которые не используют центральный сервер, Bazaar поддерживает работу как с сервером так и без него. Возможно даже использовать оба метода одновременно для одного и того же проекта. Сайты Launchpad и SourceForge предлагают свободный хостинг для проектов, которые используют Bazaar.
Bazaar поддерживает работу напрямую с некоторыми другими системами контроля версий. Пользователи могут создавать новые ветки на основе репозиториев других систем (таких как Subversion или Git), делать локальные изменения и фиксировать их в Bazaar-ветке, и затем отправлять свои изменения назад в оригинальный репозиторий. Bazaar поддерживает базовые операции с Subversion (требуется плагин bzr-svn), а также с Git (требуется плагин bzr-git) Также начата работа над поддержкой Mercurial. Плагин bzr-hg умеет пока немногое, однако его функций достаточно, чтобы отобразить историю ревизий в графическом виде.
Bazaar поддерживает полный набор символов Unicode в именах файлов. Система также позволяет использовать Unicode для составления комментариев к ревизиям, в именах авторов изменений и т. д.

## Публичные хранилища c поддержкой Bazaar
- Launchpad
- GNU Savannah
- SourceForge (недоступно для новых проектов[15])

## Проекты, использующие Bazaar
Bazaar всё ещё используется как при работе над некоторыми открытыми проектами, так и рядом коммерческих организаций, но примерно с 2019-2021 года, многие пользователи, в том числе и Canonical, перешли на Git.